# Nokedli
A nokedli az osztrák konyhából átvett, frissen készített, főtt tésztaféle, amelyet főképp a mérete és a szaggatás módja különbözetet meg a szlovák közvetítéssel elterjedt lengyel galuskától. Köretként és levesbetétként fogyasztjuk.

## Etimológia

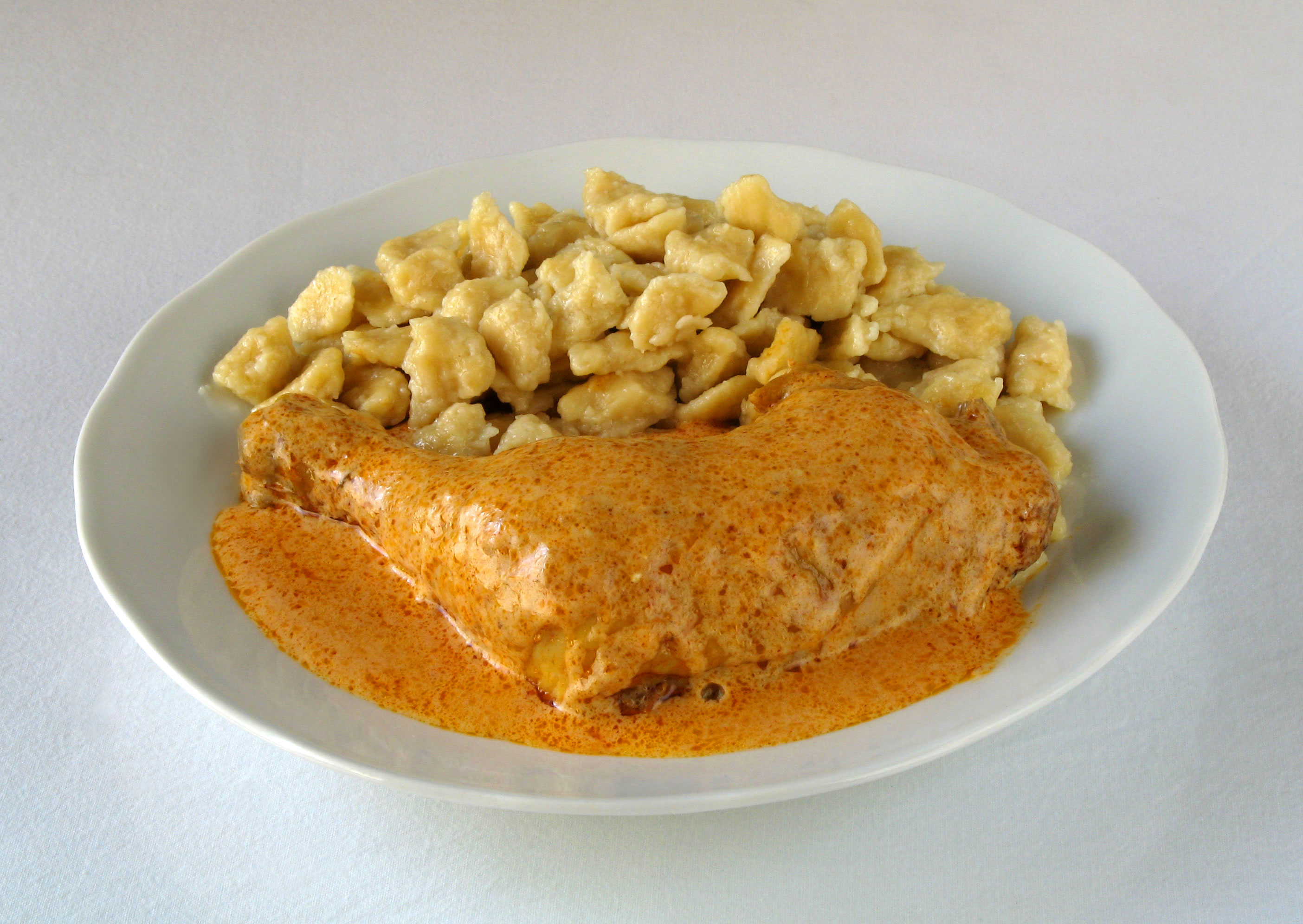
Paprikás csirke nokedlivel

Nokedli szavunk, a bajor-osztrák eredetű Nockerl szóból jött létre és mintegy 110-120 éve a délnémet-osztrák Nock ('kavics, gömbölyded alakú szikla, sziklazátony' jelentésű) szó kicsinyítőképzős változata (hasonlóan, mint a hokedli, ródli, blődli, rahedli, cvekedli, tarkedli, pukedli, vimedli, stampedli, hecsedli, partedli, puszedli, fándli, cirfandli, svindli szavunk) nyomán (utalásul a forró vízből fel-felbukkanó tésztadarabkákra) keletkezett.
- nokedli: 1874: Nyugli, 1887: nokelli, 1892: nokkedli; MTsz.: nyukli (< bajor-osztrák eredetű; a nyukli ~ nyugli-ra vö. baj.-osztr. nockel; - a nokedli típusú variánsokra pedig vö. baj.-osztr. nockerl). - nudli: 1894: nudlit gr., 1895: núdli (< vö. baj.-osztr. nudl; ném. B. nud’l, T. nűdl).

## Készítése
Tésztája búzadarás (rétes) lisztből és tojásból, víz hozzáadásával készül, amit a könnyebb szaggatás érdekében csak kevernek, de nem dolgozzák ki simára. A deszkáról, késsel, vagy kanállal szaggatott galuskával szemben a nokedli folyós tésztáját lyukacsos fémlemezen a nokedliszaggatón (eredeti osztrák neve Nockerlsieb) keresztülpréselve szaggatják forrásban lévő, sós vízbe.

## Felhasználása
A galuskához hasonlóan a paprikás ételek népszerű körete, de levesbetétként (pl. borsóleves) is elterjedt.

## Spätzle
Az osztrák, svájci és német konyhában elterjedt változat a Spätzle is, amelyet azonban deszkáról, egy spakni szerű eszközzel szaggatnak hosszú, vékony csík formában, vagy egy nagy lyukú burgonyaprés-szerű eszközzel nyomják, ill. csurgatják a forrásban lévő vízbe.  

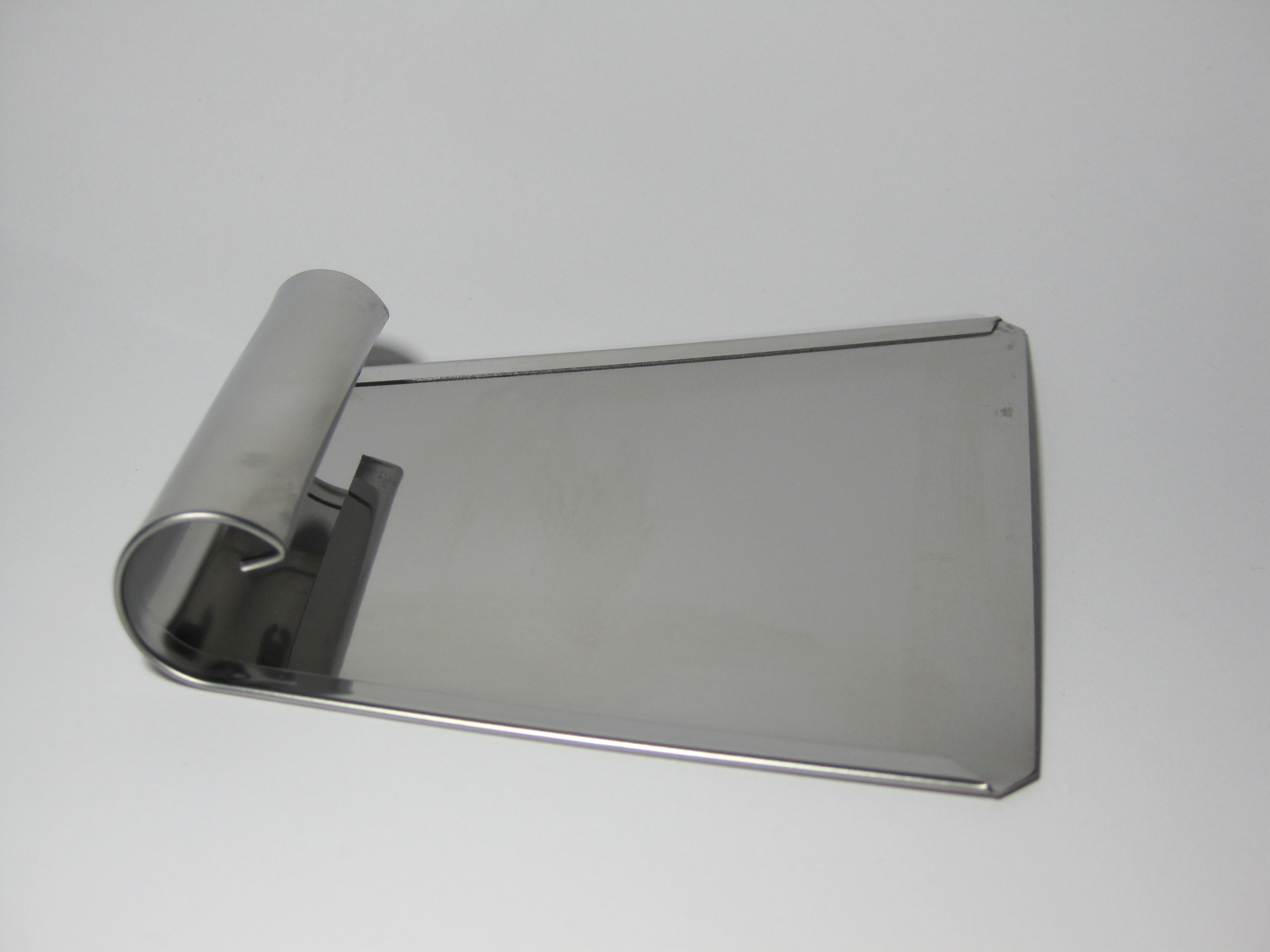
Spätzleszaggató
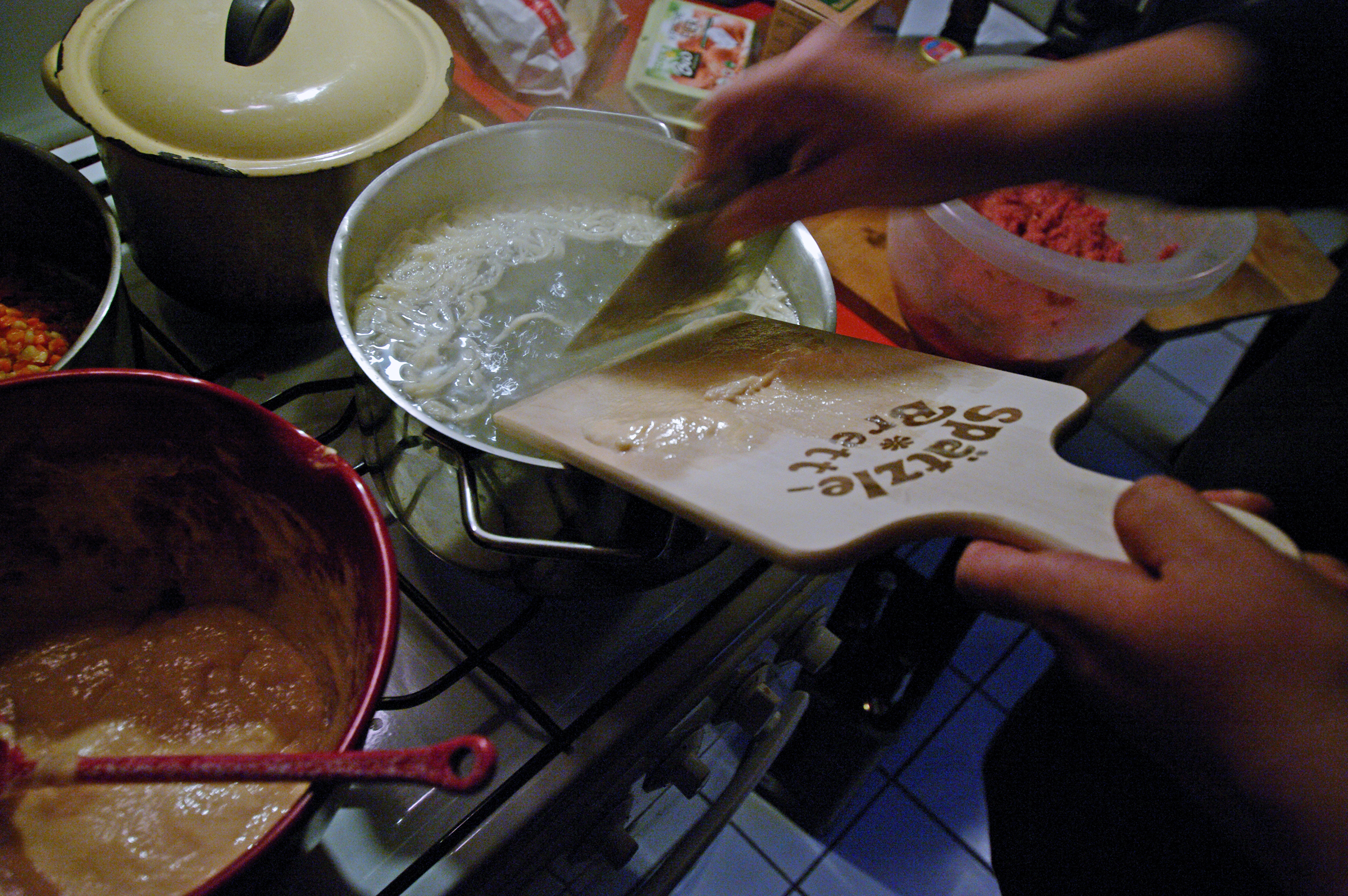
A spätzle szaggatása deszkáról
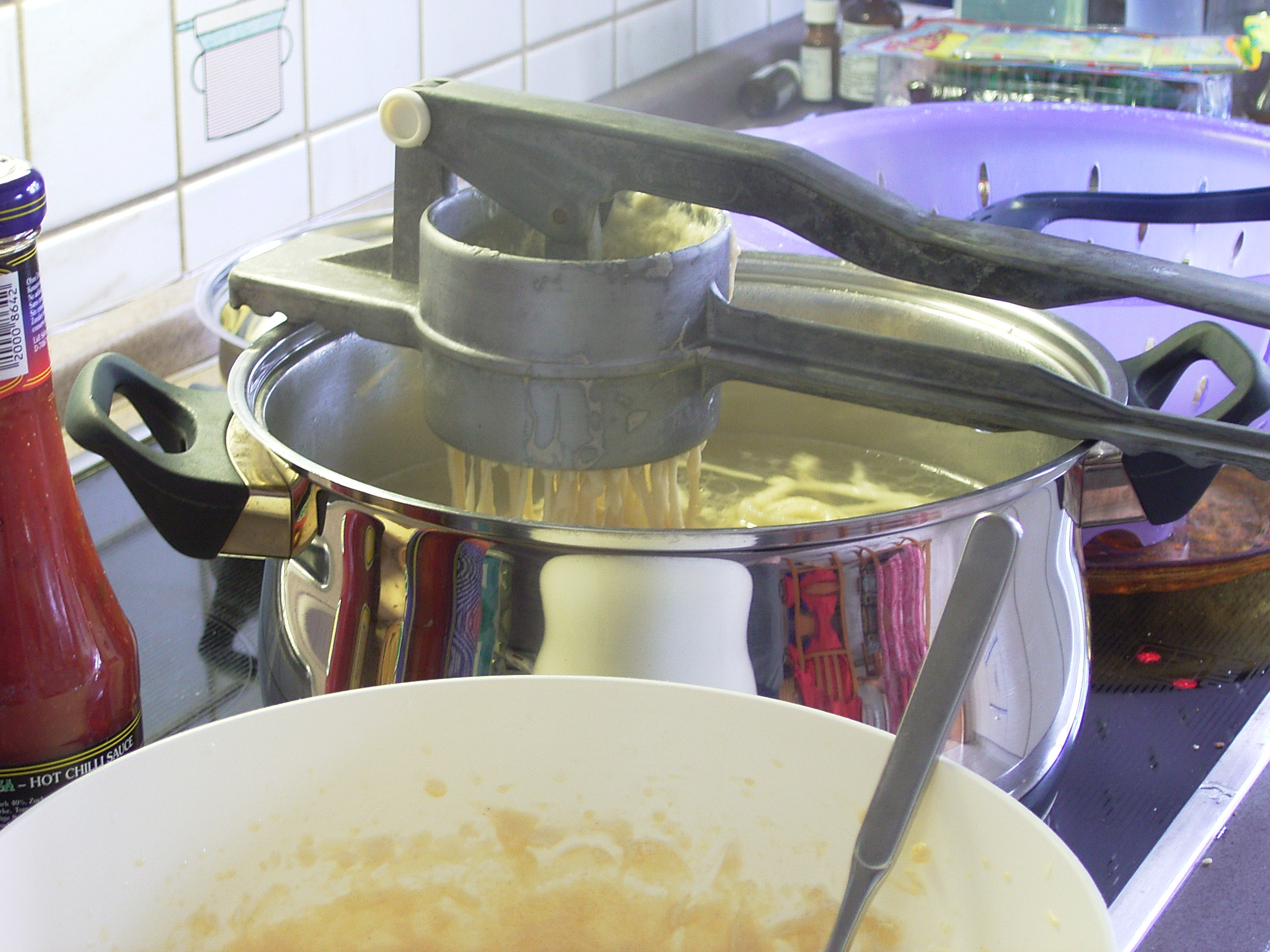
Spätzleprés
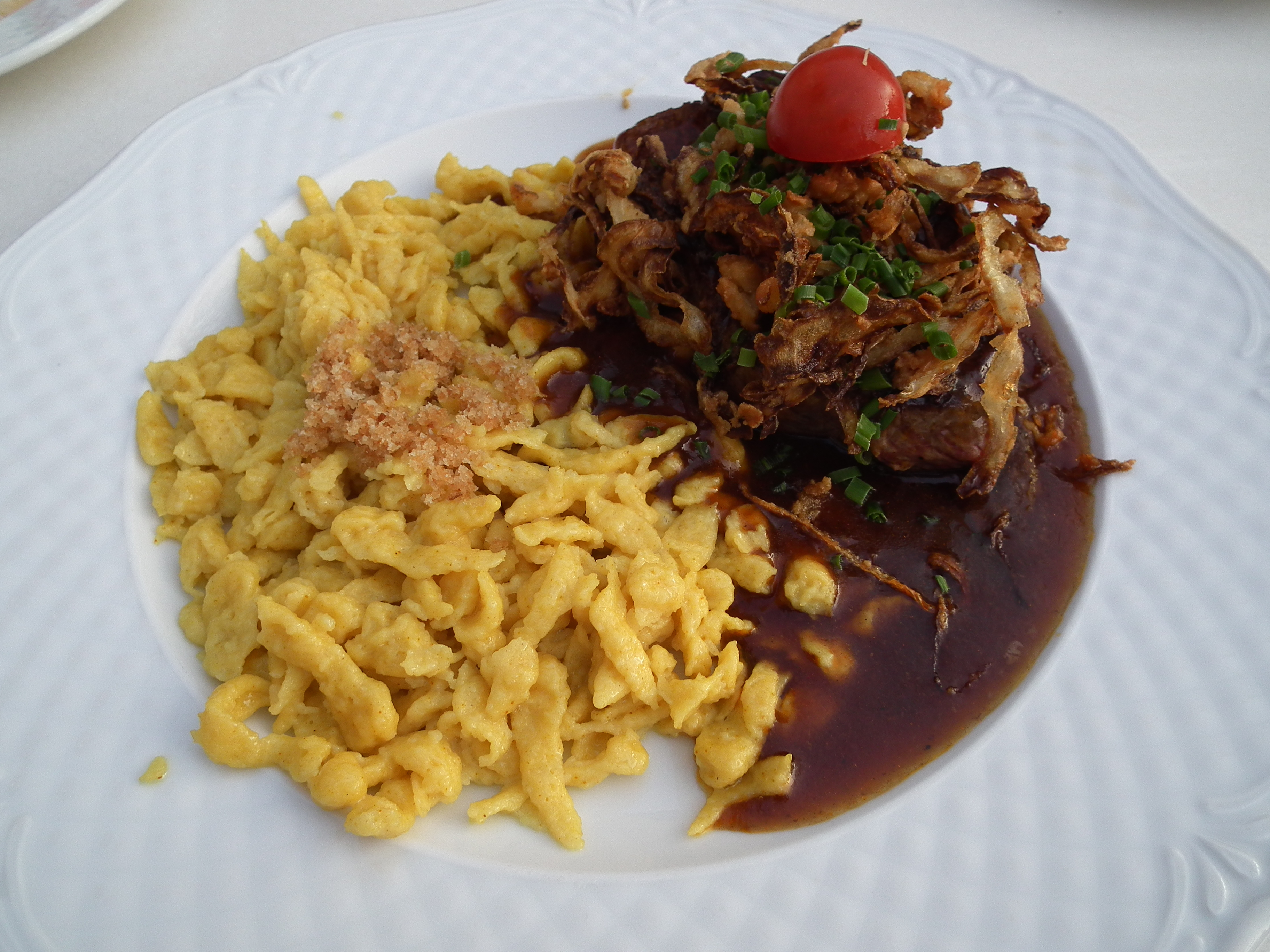
Hagymásrostélyos Spätzle körettel
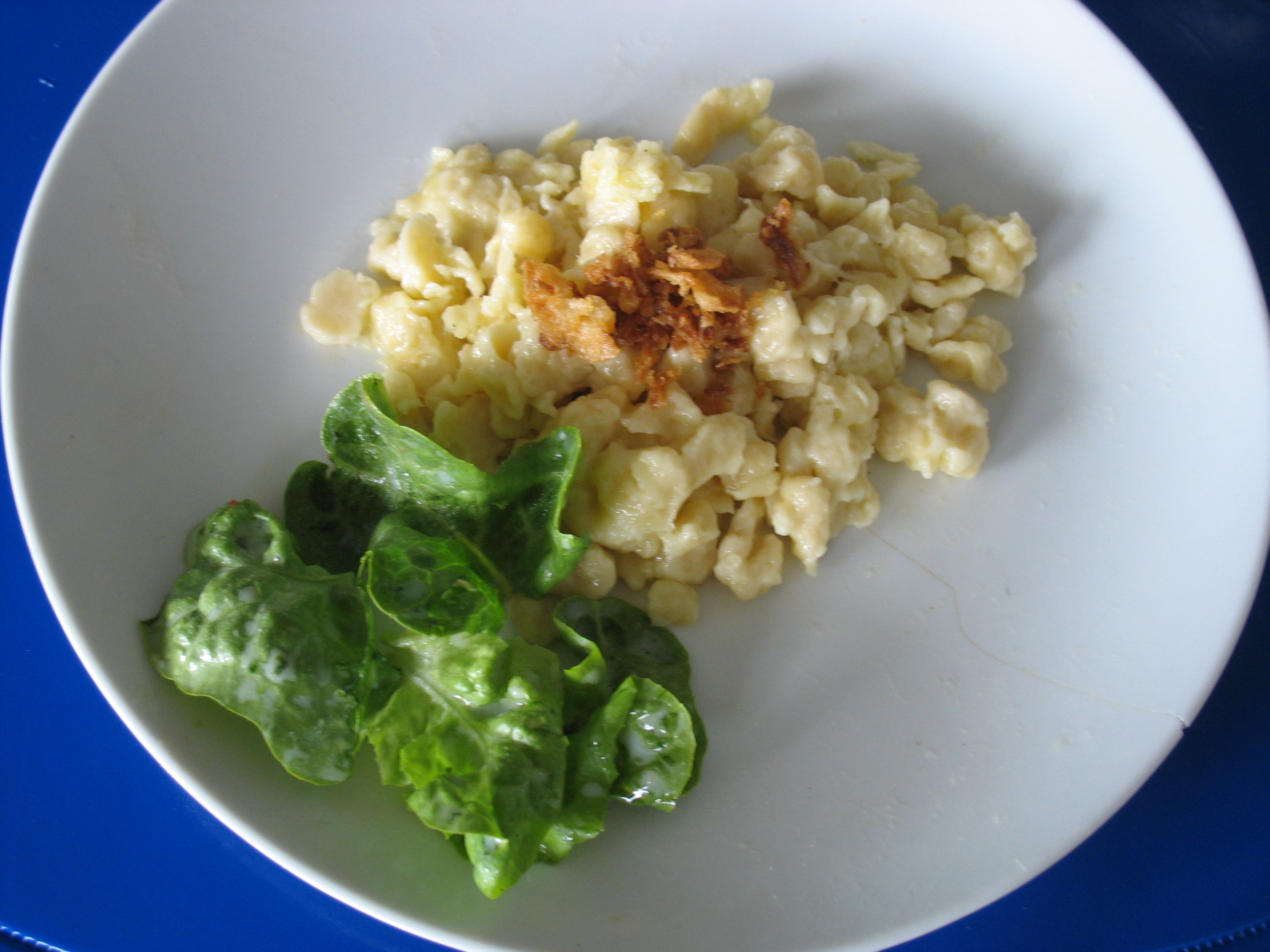
Käsespätzle

## A kultúrában
Régebben csak liszt és víz keverékéből, nokedlit főztek a kacsáknak, amit a háziszárnyasok pillanatok alatt elképesztő falánksággal felfaltak. Az így hizlalt kacsákat nem kellett fáradságos munkával naponta megtömni és ez a hizlalási módszer is hízott kacsamájat eredményezett. Innen származik a „nyeli mint kacsa a nokedlit” mondás. Veres Péter a következőket írta a galuskáról a Rossz asszony című novellájában: „Még csak a »restek hamarját«, a Pesten nokedlinek ismert felvert galuskák készítését sem tanulta meg, pedig Józsi nagyon szerette a különféle galuskákat, nemcsak paprikáscsirkéhez, borjúpörkölthöz, hanem csak úgy magában vagy krumplival, túróval, lekvárral is.”